# Itinéraire complémentaire 8 (Portugal)
L'IC8 est une voie rapide sans profil autoroutier reliant actuellement l' , à proximité de Louriçal, à l' à proximité de Vila Velha do Ródão sur une longueur de 118 km.
En novembre 2012, l'IC8 a été prolongé à l'est jusqu'à l'  et permet ainsi une connexion rapide entre la région de Castelo Branco et le littoral portugais. Le tronçon Pombal–Avelar est également en cours de mise aux normes de voie rapide.
Voir le tracé de l'IC8 sur GoogleMaps

## État des tronçons
| Tronçon                                 | État (2012) | km   |
| --------------------------------------- | --- | ---- |
| Louriçal () –                           | En service (12/2006) | 12,5 |
| – Pombal                                | En service (classé en ) | 4,9  |
| Pombal – Avelar ( N 110 )               | Travaux suspendus pour cause de crise économique (en cours de mise aux normes de voie rapide) (Concession: Pinhal Interior) Mise en service initialement prévue: 2013 | 27   |
| Avelar ( N 110 ) - Pedrógão Grande      | En service | 21,3 |
| Pedrógão Grande - Sertã                 | Partiellement en service (en cours de mise aux normes de voie rapide) (Concession: Pinhal Interior)                                                                   | 17,3 |
| Sertã – Proença-a-Nova                  | En service | 19,4 |
| Proença-a-Nova – Vila Velha de Ródão () | En service (11/2012) (Concession: Pinhal Interior) | 16,3 |

## Capacité
| Section                         | Capacité | Longueur |
| ------------------------------- | -------- | -------- |
| Louriçal () –                   |          | 12 km    |
| ( – Pombal)                     |          | 5 km     |
| Pombal - Vila Velha de Ródão () |          | 101 km   |

## Itinéraire

### Louriçal - Pombal
| Sorties                  | Villes                                 |
| ------------------------ | -------------------------------------- |
|                          | Figueira da Foz Leiria                 |
| 01                       | Carriço Outeiro do Louriçal - Louriçal |
| 02                       | São João da Ribeira Assanha da Paz     |
| 03                       | Louriçal-Est                           |
| () 04                    | Leiria Coimbra                         |
| () 05 (direction Pombal) | Zone Industrielle                      |
| () 06                    | Pombal N 1 Condeixa-a-Nova N 1         |
| 07                       | Pombal-Est                             |
|                          | Direction Ansião N 237                 |

### Avelar - Proença-a-Nova
| Sorties | Villes                                      |
| ------- | ------------------------------------------- |
|         | Direction Pombal N 237                      |
| Sortie  | Coimbra N 110 Tomar N 110                   |
| Sortie  | Avelar                                      |
|         | Coimbra Tomar                               |
| Sortie  | Aguda                                       |
| Sortie  | Figueiró dos Vinhos-Ouest                   |
| Sortie  | Figueiró dos Vinhos-Est Castanheira de Pêra |
| Sortie  | Vila Facaia                                 |
| Sortie  | Troviscais                                  |
| Sortie  | Pedrógão Grande (Zone industrielle)         |
| Sortie  | Pedrógão Grande-Centre                      |
| Sortie  | Pedrógão Pequeno                            |
| Sortie  | Portela do Sesmo                            |
| Sortie  | Cimo da Ribeira                             |
| Sortie  | Malpica                                     |
| Sortie  | Sertã (Zone industrielle)                   |
| Sortie  | Sertã-Nord                                  |
| Sortie  | Sertã-Est - Vila de Rei N 2                 |
| Sortie  | Várzea dos Cavaleiros                       |
| Sortie  | Isna de São Carlos Maljoga de Proença       |
| Sortie  | Cimadas Cimeiras                            |
| Sortie  | Proença-a-Nova-Ouest                        |
| Sortie  | Proença-a-Nova-Sud                          |
| Sortie  | Sobreira Formosa N 233                      |
| Sortie  | Moitas Pedra do Altar                       |
| Sortie  | Perdigão N 3 Alvaiade N 3                   |
|         | Castelo Branco Portalegre - Abrantes        |